# Eugal

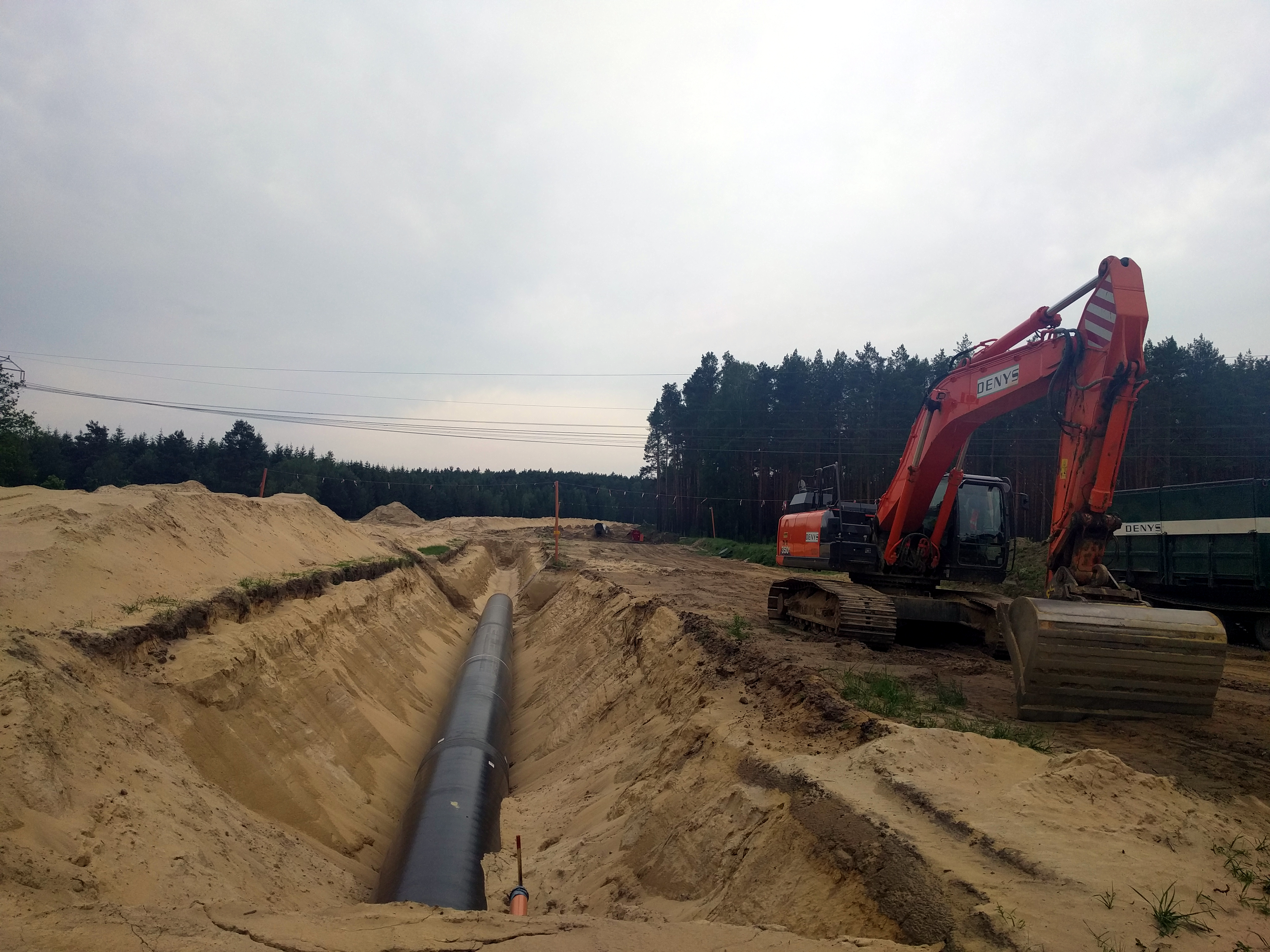
EUGAL-Baustelle

Die Europäische Gas-Anbindungsleitung (EUGAL) ist eine Erdgas-Pipeline von der deutschen Ostseeküste bis Tschechien.
Die EUGAL wurde 2019 weitgehend parallel zur Trasse der bereits bestehenden OPAL-Pipeline über circa 480 Kilometer vom mecklenburg-vorpommerschen Lubmin an der Ostseeküste bis nach Deutschneudorf in Sachsen und von dort in die Tschechische Republik gebaut. An dieser Leitung sind neben Gascade (Projektträger) mit 50,5 % auch die Fluxys Deutschland GmbH, die Gasunie Deutschland Transport Services GmbH und die Ontras Gastransport GmbH mit jeweils 16,5 % beteiligt. Die Leitung besteht fast auf der gesamten Strecke aus zwei Strängen, die 1420 mm Außendurchmesser aufweisen.
Seit 1. Januar 2020 ist der erste EUGAL-Strang in Betrieb. Mit der Inbetriebnahme des zweiten Strangs und der Verdichterstation Radeland 2 am 1. April 2021 wurde die Erdgasleitung fertiggestellt. Damit erreichte die EUGAL ihre volle Transportkapazität von 55 Milliarden m³ Erdgas pro Jahr.